# إيرين أميرة اليونان والدنمارك
إيرين أميرة اليونان والدنمارك (باليونانية: Πριγκίπισσα Ειρήνη της Ελλάδας και Δανίας؛ ولدت في 11 مايو 1942) تعتبر البنت الصغرى لبول ملك اليونان وزوجته فريدريكا من هانوفر والشقيقة الصغرى للملكة صوفيا ملكة إسبانيا.

## روابط خارجية
- إيرين أميرة اليونان والدنمارك على موقع أوليمبيديا (الإنجليزية)